# 尹正民
尹正民（1961年—），山东东明人，汉族，中华人民共和国政治人物、第十二届全国人民代表大会湖北地区代表。
毕业于山东工业大学电力系统继电保护及自动化专业。加入中国共产党。2013年，担任全国人大代表。
现为国网湖北省电力公司总经理、党委书记。